# Топлец
Топлец (рум. Topleț) — село у повіті Караш-Северін в Румунії. Адміністративний центр комуни Топлец.
Село розташоване на відстані 295 км на захід від Бухареста, 68 км на південний схід від Решиці, 140 км на південний схід від Тімішоари, 124 км на північний захід від Крайови.

## Населення
За даними перепису населення 2002 року у селі проживали 2378 осіб.
Національний склад населення села:
| Національність | Кількість осіб | Відсоток |
| -------------- | -------------- | -------- |
| румуни         | 2305           | 96,9%    |
| цигани         | 56             | 2,4%     |
| угорці         | 10             | 0,4%     |

Рідною мовою назвали:
| Мова      | Кількість осіб | Відсоток |
| --------- | -------------- | -------- |
| румунська | 2327           | 97,9%    |
| циганська | 38             | 1,6%     |
| угорська  | 7              | 0,3%     |